# Léon Gischia
Léon Gischia (Dax, 8 giugno 1903 – Venezia, 26 maggio 1991) è stato un pittore francese.

## Biografia

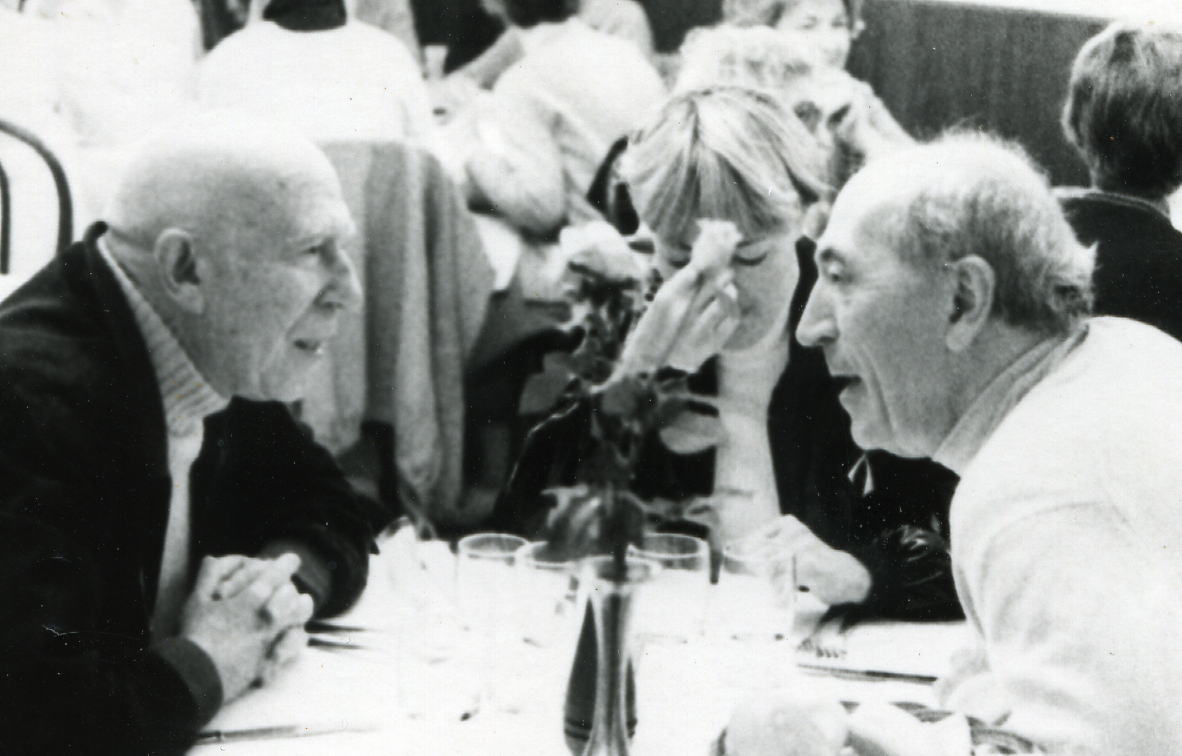
Il pittore Léon Gischia e il poeta Jean Lescure nel 1978. Nel centro Gilberte Le Quéré-Lescure, moglie del poeta.

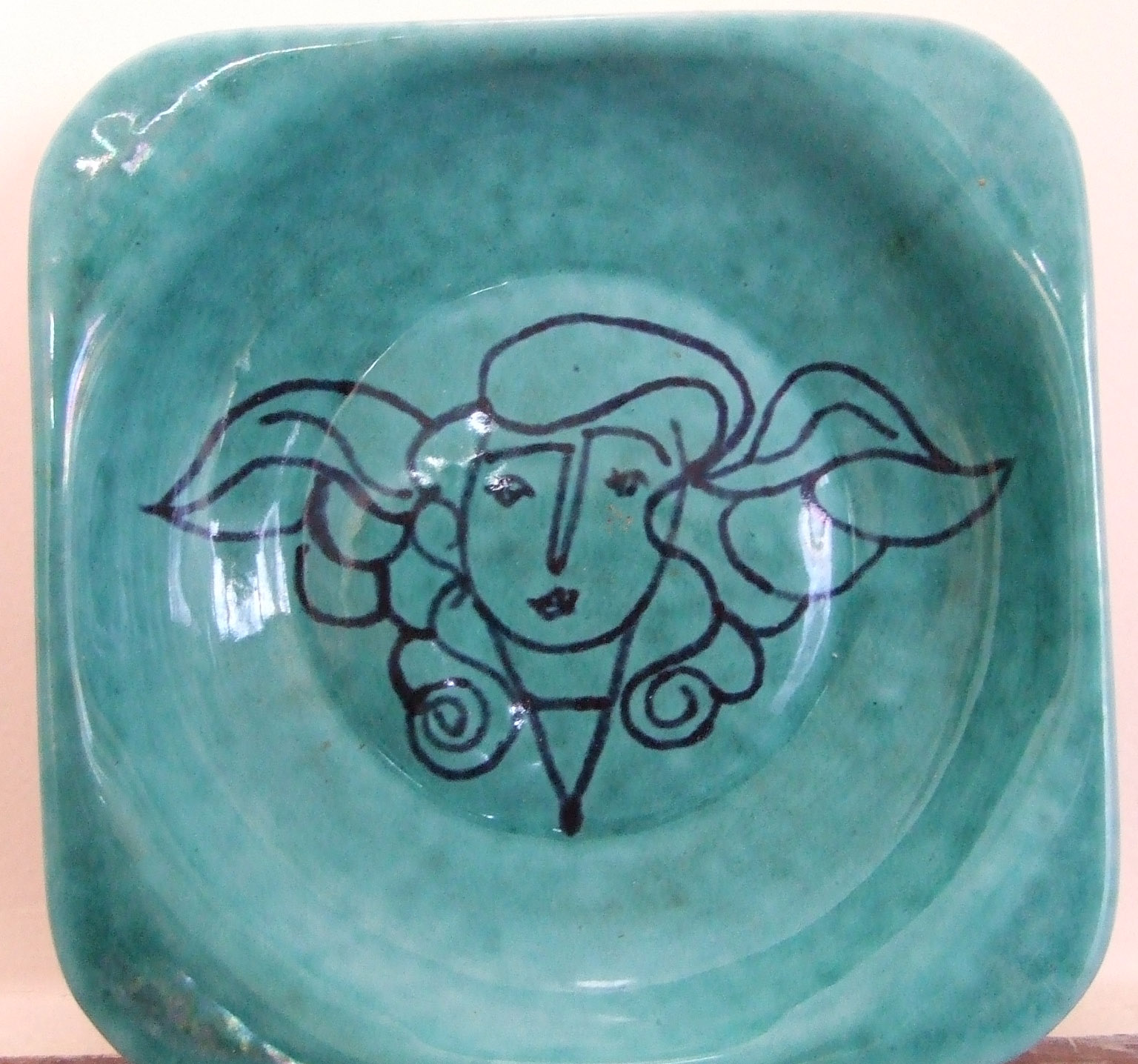
Posacenere ristorante veneziano «All 'Angelo», disegnato da Leon Gischia.

Figlio di un ingegnere piemontese, frequentò gli studi di Storia dell'arte a Bordeaux e la Scuola normale superiore a Parigi.
Nel 1921 si iscrisse all'Accademia moderna diretta da Othon Friesz e nel 1925 soggiornò in Italia e in Spagna e dal 1927 al 1930 negli Stati Uniti d'America.
Rientrato in patria incontrò Fernand Léger, che insegnava all' Accademia Moderna, grazie al quale riprese a dipingere e nel 1936 la sua carriera ricevette un decisivo impulso grazie all'adesione al movimento pittorico di Forces Nouvelles.
L'anno seguente decorò il padiglione dei "Tempi nuovi" all'Esposizione Universale di Parigi assieme a Léger.
Nel 1941 collaborò alla mostra dei "Giovani pittori di tradizione francese" con Jean Le Moal, prima manifestazione di pittura d'avanguardia sotto l'occupazione nazista.
In quegli anni Gischia manifestò l'intenzione di superare lo stile e i concetti cubisti, armonizzandolo con il fauvismo, utilizzando visioni prese dal mondo della natura.
Questo suo percorso di trasformazione pittorica sfociò in uno stile più ermetico, concretizzato da una maggiore uniformità del colore di sfondo alle immagini, oltre ad una profonda attenzione agli intarsi geometrici, al punto da rendere la figura un tema formale.
Uno degli esempi più emblematici di questa tendenza fu La modella nello studio (collezione Cavellini, Brescia).
Quindi Gischia si caratterizzò per tre fasi artistiche: dal 1917 al 1942 per la figurazione, dal 1946 al 1960 per l'astrazione, dal 1960 fino alla morte per la vivace geometrizzazione.
Membro fondatore del Salon de Mai, a cui partecipò dal 1945 al 1957, dal 1943 al 1963 collaborò per la messa in scena di una trentina di allestimenti teatrali e spettacoli di Jean Vilar, occupandosi della scenografia e dei costumi, rispettando il suo gusto e stile compositivo, con l'aggiunta di elementi surreali.
Appassionato studioso di arte, ha scritto saggi di grande interesse, quali La scultura in Francia dopo Rodin e Le arti primitive in Francia.
Da ricordare le sue pregevoli xilografie, con le quali ha illustrato numerosi libri, tra cui alcuni di Shakespeare.